# ヴォー・ヴァン・トゥオン
ヴォー・ヴァン・トゥオン（武 文賞、ベトナム語：Võ Văn Thưởng / 武文賞、1970年12月13日 - ）は、ベトナムの政治家。ベトナム共産党政治局員、元共産党書記局常務書記。2023年3月2日から第11代ベトナム国家主席を務め、共産党での序列はグエン・フー・チョン党書記長に次ぐ第2位だった。

## 来歴
トゥオンは1970年12月13日に北部のハイズオン省で生まれるが、トゥオンが誕生した時はベトナム戦争中で、家族が故郷であった南部のヴィンロン省（南ベトナム政府統治下）から避難している最中だった。
1992年にベトナム国家大学ホーチミン市校でマルクス・レーニン主義哲学の修士号を取得して、卒業。1993年11月18日、トゥオンはベトナム共産党に入党。ホーチミン市青年団委員会副書記・書記、2002年12月にハノイで開催された全国青年同盟会議でトゥオンはホーチミン共産主義青年同盟中央委員会の常任委員に選出された他、2007年には青年団中央執行委員会第一書記に就任。2011年1月18日に開催されたベトナム共産党第11回党大会でクアンガイ省党委員会書記（知事に相当）に任命された。2016年から5年間、ベトナム共産党中央宣伝部部長も歴任。2016年1月30日の第13回党大会に46歳で共産党史上最年少の政治局員に選出され、2021年2月6日には書記局常務書記に就任。

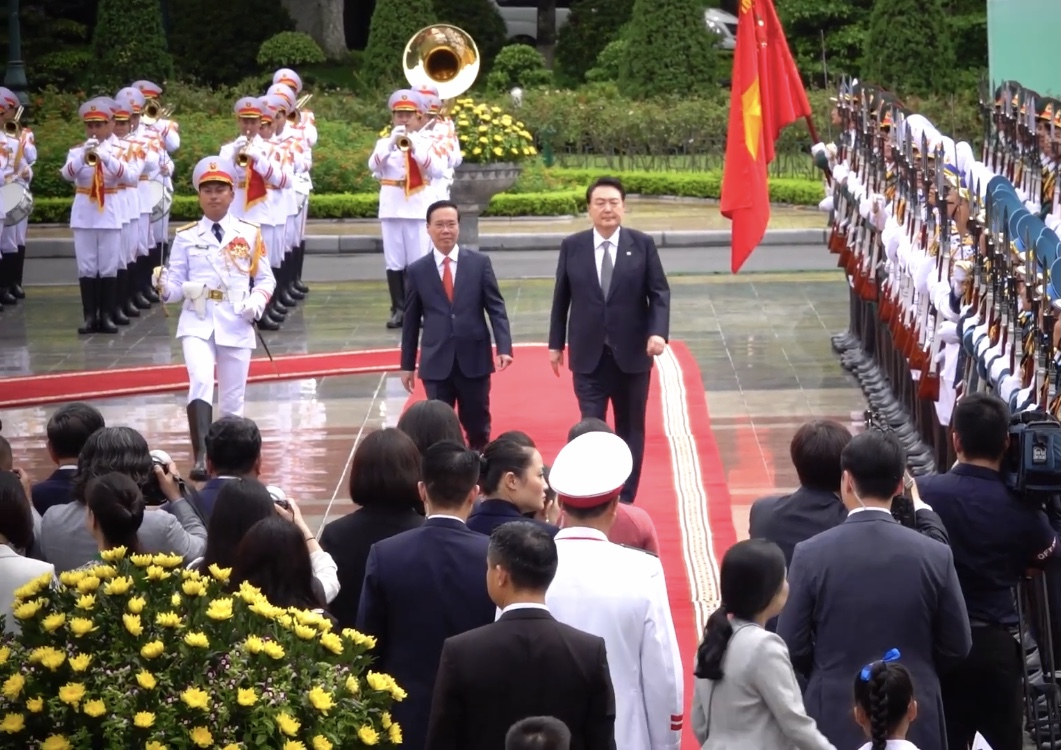
儀仗隊を閲兵するトゥオンと韓国大統領尹錫悦

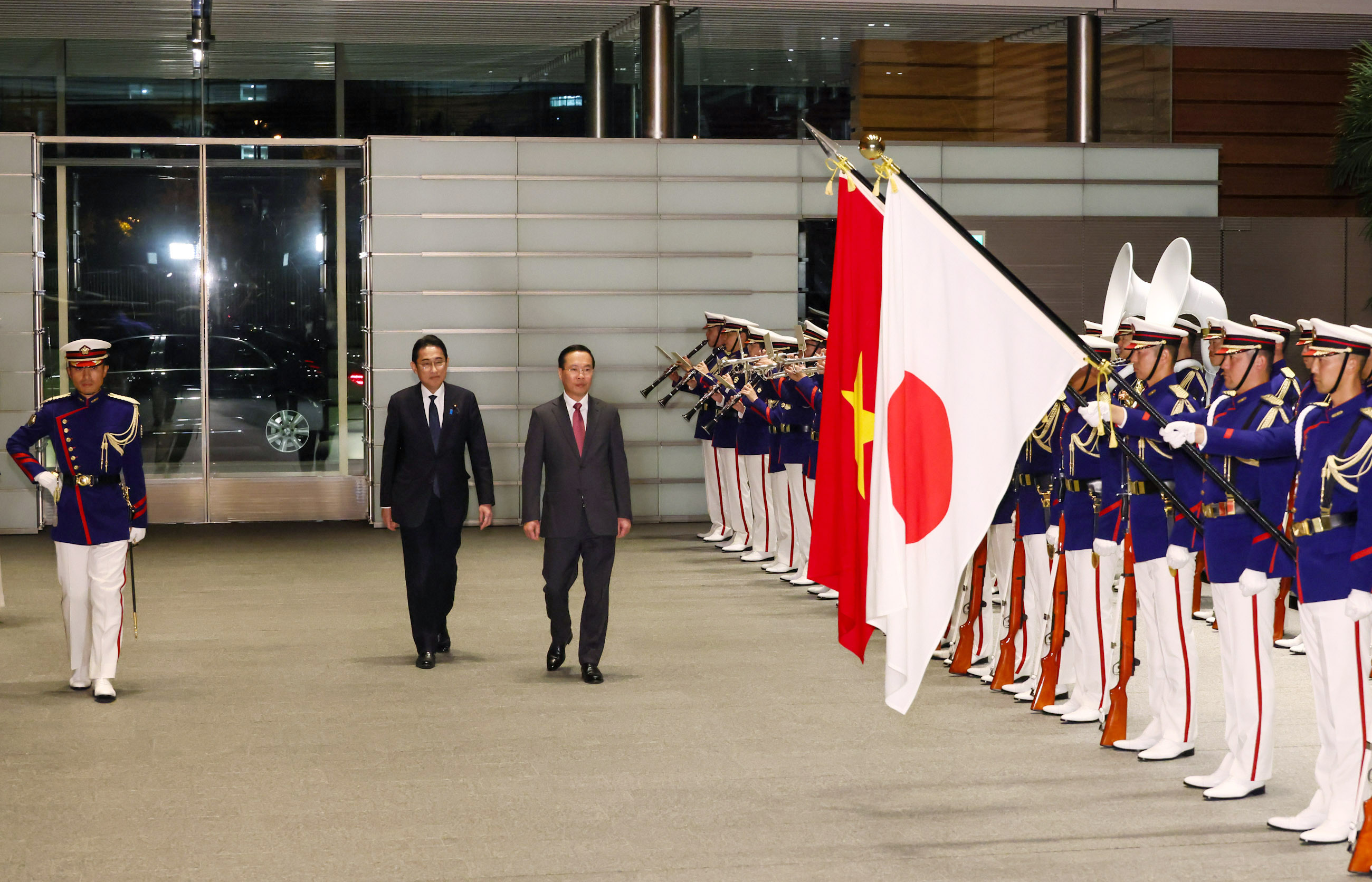
東京の首相官邸で行われたトゥオンの歓迎式典（2023年11月28日）

2023年3月2日の臨時国会でトゥオンは同年1月に汚職問題の責任を取って辞任したグエン・スアン・フックの後任となる国家主席に選出され、就任演説で「断固とした姿勢で汚職と闘い、清潔で強い国家機構を構築する」などと述べた。海外メディアは、トゥオンが、中国と関係の深いグエン・フー・チョン党書記長の最側近であることから中国寄りの外交へ転換する可能性が高いと報じている。
6月22日、ボー・ヴァン・トゥオン大統領の招待により、韓国大統領尹錫悦夫妻はベトナムを訪問した。尹のベトナム訪問は今回が初めてで、ベトナムは尹が初めて訪問する東南アジアの国でもある。この訪問は、両国が包括的な戦略的パートナーシップを実施した最初の年として、多くの特別な成果をもたらした。尹錫悦のベトナム訪問に同行した韓国企業205社は、ベトナムが外国投資にとって魅力的な目的地であることを確認した。これらのビジネスは、流通、金融、法律、ヘルスケア、情報技術、サービス分野など、さまざまな分野に属しています。同行グループにはサムスン電子、SK、現代自動車、LG、ロッテなど韓国の大手企業５社の社長らが参加した。
2023年9月10日、大統領ジョー・バイデンはベトナムを初訪問したが、トゥオンはバイデンの歓迎式典の司会を務めず、代わりに書記長グエン・フー・チョンが務めた。 9月11日、ジョー・バイデンとの会談で、ボー・ヴァン・トゥオン大統領は出版社出版作家協会から出版された『一人、一つの道、一つの歴史：ホーチミン - アメリカへの手紙』(Một con người, một con đường và một lịch sử: HỒ CHÍ MINH – THƯ GỬI NƯỚC MỸ)というタイトルの本を贈呈した。その後、ボー・ヴァン・トゥオンは中国で開催された第3回一帯一路フォーラムと、米国で開催された2023年のAPEC会議に出席し、講演を行ったほか、さまざまな国や企業のリーダーらと会談した。
10月23日、トゥオンは中国の北京で開催された第3回一帯一路国際協力フォーラムに出席した。フォーラムの傍らで、彼は中国国家主席習近平およびカンボジア首相フン・マネットと会談した。
同年11月28日・29日・30日には日越外交関係樹立50周年を記念して訪日。28日には竹の間で徳仁や皇后雅子らと会食・会談を行い、29日には国会でスピーチをし日本を常に信頼できるパートナーであり、親友であるとした後、額賀福志郎衆議院議長と尾辻秀久参議院議長の両と会見し、相互理解や協力促進に努めた。30日は日越専門家協会の会長を務める広島大学の越智光夫学長と会見を行い、その後九州ベトナム友好協会の星野裕志会長と会見した際、同協会に対し、両国の地方間の協力を促すとともに、若者をはじめ、両国民の交流を拡大するよう提案した。
2024年3月20日、ベトナム共産党中央委員会はトゥオンが国家主席などの公職からの辞任を批准。21日に国会が国家主席解任を決議し、国家副主席のヴォー・ティ・アイン・スアンが後任の選出までの間、国家主席の職務を代行することになった。

## 来日歴
- 1997年 - JICAの青年招聘プログラムで1か月日本に滞在し、宮崎市でホームステイを体験[14]。
- 2011年 - ベトナム若手政治家訪日団招聘し、秋田県などをまわる[15]。
- 2015年 - 戦略実務者招聘[15]。
- 2023年 - 国家主席としてベトナム代表団での公式訪問